# Batanea

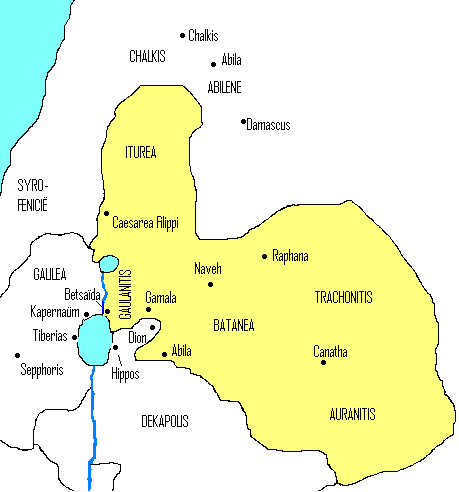
Iturea, Traconítida, Batanea, Gaulanítida, i Auranítida en el segle I

Batanea fou un districte del nord-est de Palestina entre la Gaulanítida (a l'est de Galilea que s'estenia fins al llac Tiberiades i les fonts del Jordà) al sud-oest, i la regió d'Iturea o Auranítida al nord-oest. Al nord tenia la Traconítida i al sud el Bashan a Basanítida.
Fou part del regne selèucida des del 301 aC i era considerada part de Síria (va quedar fora de la Celesíria egipcia). August la va incorporar al regne d'Herodes el Gran i després fou part junt amb Iturea i Traconítida de la tetrarquia de Filip, fill d'Herodes.

## Llista de governants
- Ptolemeu de Calcis 85-40 aC
- Lisànies I 40-33 aC
- Zenòdor de Traconítida 33-24 aC
- Herodes el Gran 23 aC-4 aC
- Herodes Filip 4 aC - 34 aC
- A la província de Síria 34-37 o 38
- Herodes Agripa I 38-44
- Administració romana de Síria 44-52
- Herodes Agripa II 52-99
- Administració romana 100-106
- A la província romana de Síria
- Pel districte àrab, vegeu Bathaniyya